# Marianna Franciszka Pierożyńska
Marianna Franciszka Pierożyńska, z domu Marunowska (ur. 1763, zm. 19 września 1816 w Warszawie) – polska aktorka teatralna i śpiewaczka.

## Życiorys
Była siostrą Agnieszki Truskolaskiej i Teofili Marunowskiej. W wieku 14 lat wyszła za mąż za przedsiębiorcę teatralnego Leona Pierożyńskiego, debiutowała z jego zespołem w Lublinie w 1778 roku. W 1781 roku dołączyła wraz z mężem do trupy swojego szwagra Tomasza Truskolaskiego we Lwowie, a następnie w Lublinie. W latach 1783–1784 grała w zespole Pierożyńskiego na dworze księcia Karola Radziwiłła w Nieświeżu. W 1784 roku przez krótki czas występowała w Teatrze Narodowym w Grodnie, skąd jednak wróciła do Nieświeża. W latach 1785–1786 związana była z zespołem Wojciecha Bogusławskiego w Wilnie, gdzie grała w operach komicznych, m.in. w roli Zuzanny w Weselu Figara.
Od 1786 roku występowała w Teatrze Narodowym w Warszawie, jednak w 1788 roku na skutek choroby musiała wycofać się ze sceny. Wróciła do działalności scenicznej po przyjeździe Wojciecha Bogusławskiego z Wilna do Warszawy w 1790 roku. Kreowała wówczas wiele ról pierwszoplanowych, m.in. tytułowej bohaterki Emilii Galotti Gottholda Ephraima Lessinga, Eleonory w Nienawiści ludzi i żalu Augusta von Kotzebuego oraz Betsy w Henryku VI na łowach i Selimy w Pustelniku na wyspie Formentera Wojciecha Bogusławskiego. Po upadku insurekcji kościuszkowskiej wyjechała z Warszawy, od 1795 roku występowała w teatrze Bogusławskiego we Lwowie. Była pierwszą polską odtwórczynią ról szekspirowskich: Julii (Groby Werony, przeróbka Romea i Julii) i Ofelii (Hamlet). W 1803 roku wróciła do Warszawy, gdzie przez pewien czas występowała znowu na deskach Teatru Narodowego, jednak z powodu postępującej choroby stopniowo ograniczała swoją aktywność sceniczną. Pod koniec życia utraciła wzrok. Została pochowana na cmentarzu Powązkowskim w Warszawie, w grobie ziemnym, bez kamienia nagrobnego.
Przez wiele lat romansowała z Wojciechem Bogusławskim. W 1803 roku uzyskała unieważnienie małżeństwa z Leonem Pierożyńskim w celu formalizacji tego związku, do czego jednak ostatecznie nie doszło. Urodziła Bogusławskiemu dwójkę dzieci: Rozalię i Teodora.